# Sibérie
Cet article possède un paronyme, voir Siberia.
Ne doit pas être confondu avec Serbie ou Asie du Nord.
 (mars 2013).
Si vous disposez d'ouvrages ou d'articles de référence ou si vous connaissez des sites web de qualité traitant du thème abordé ici, merci de compléter l'article en donnant les références utiles à sa vérifiabilité et en les liant à la section « Notes et références ».
La Sibérie (en russe : Сиби́рь, Sibír') est une région d’Asie, située en Russie et s'étendant sur une surface de 13,1 millions de kilomètres carrés, très riche en ressources naturelles mais extrêmement peu densément peuplée : 38 millions d'habitants en tout en 2022, soit environ 3 habitants au kilomètre carré.
Située dans le Centre et l'Est de la fédération de Russie, elle s’étend de l'Oural à l'ouest jusqu'à l'océan Pacifique à l'est (Extrême-Orient russe) et de l'océan Arctique au nord jusqu'aux frontières du Kazakhstan au sud-ouest, à la Mongolie au sud et à la Chine au sud-est.
Constituant la partie nord de l'Asie, la Sibérie représente 77 % de la surface de la Russie, mais seulement 27 % de sa population, et se caractérise par un climat froid et continental avec un paysage au relief modéré sillonné par des fleuves imposants. Habitée par des populations pastorales de langues ouraliennes, altaïques, paléosibériennes, elle a été progressivement colonisée par des civilisations turco-mongoles qui ont été supplantées par l'Empire russe à partir du XVIIe siècle avec la conquête de la Sibérie.
Le régime soviétique en a poursuivi l'exploitation agricole et forestière et en a initié l'exploitation hydroélectrique et les extractions minières, gazières et pétrolières au cours du XXe siècle.

## Étymologie
La Sibérie tient son nom du khanat de Sibir. L'étymologie du mot est incertaine, mais le terme pourrait provenir du turco-mongol sibir désignant un peuplement très dispersé, ou bien des marécages. L'écrivain Colin Thubron note que le nom viendrait de la fusion du terme mongol « siber » (« beau, pur ») et du tatar « sibir » (« pays endormi »).
Peut-être le terme russe север (« sever »), renvoyant au nord géographique, fait-il référence à la position septentrionale de cette région.

## Géographie
Avec une superficie de 13,1 millions de kilomètres carrés, la Sibérie représente environ 77 % du territoire total de la Russie et près de 9 % de la surface des terres émergées. Sa longueur est-ouest est de 7500 km, du nord au sud de 3500 km.

### Géographie physique

#### Espaces naturels
On divise généralement la Sibérie en trois grands ensembles, géologiquement distincts et séparés par les fleuves Ienisseï et Léna.
- La Sibérie occidentale (2 427 000 km2), à l'est de l'Oural jusqu'à la ligne de partage des fleuves Ob et Ienisseï, vaste plaine de 2 000 km de large, constituée de terres de faible altitude et mal drainées, truffées de lacs et de marécages.
- Le plateau de Sibérie centrale (4 122 000 km2), à l'est du fleuve Ienisseï, qui culmine entre 300 et 1 200 mètres d'altitude, est entrecoupé de canyons ou de lacs profonds comme le lac Baïkal. Au sud, s'élève une haute chaîne montagneuse composé de l'Altaï et des monts Saïan avec des sommets de 3 000 à plus de 4 000 mètres avec le mont Béloukha à 4 506 m d'altitude.
- La Sibérie orientale, appelée également Extrême-Orient russe (plus de 6 millions de km2), à l'est du fleuve Léna, constitué de divers massifs montagneux et finissant à l'est par la péninsule du Kamtchatka et sa chaîne de volcans actifs.

Le point culminant de Sibérie est le Klioutchevskoï (4 750 m), volcan actif situé dans la péninsule du Kamtchatka.
Certaines régions de Sibérie (notamment la vallée inférieure de l'Ob) sont riches en ressources naturelles (pétrole, gaz naturel). La Iakoutie représente 25 % de la production mondiale de diamants. Leur exploitation provoque de graves pollutions et nuisances environnementales. Par son éloignement et la nécessité de la défricher, la Sibérie était une région traditionnelle de déportation et d'emprisonnement, au sein de l'Empire russe puis de l'Union des républiques socialistes soviétiques. Contrairement à une idée reçue, une grande partie des camps des Goulags ne se situaient pas en Sibérie mais en Russie européenne, et certains dans les républiques périphériques telles que le Kazakhstan, vu par beaucoup à l'époque comme faisant partie de la Sibérie.

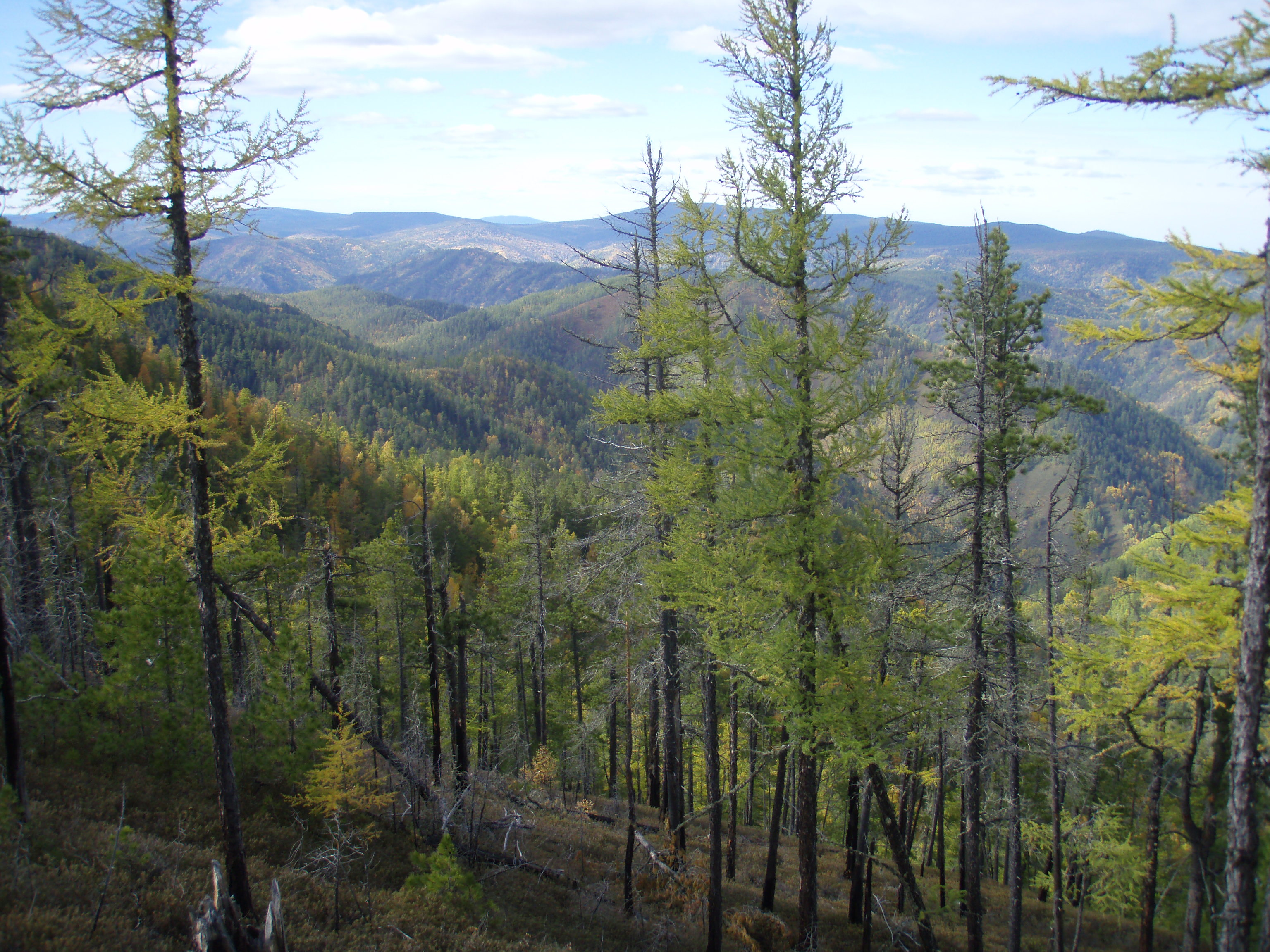
Taïga.
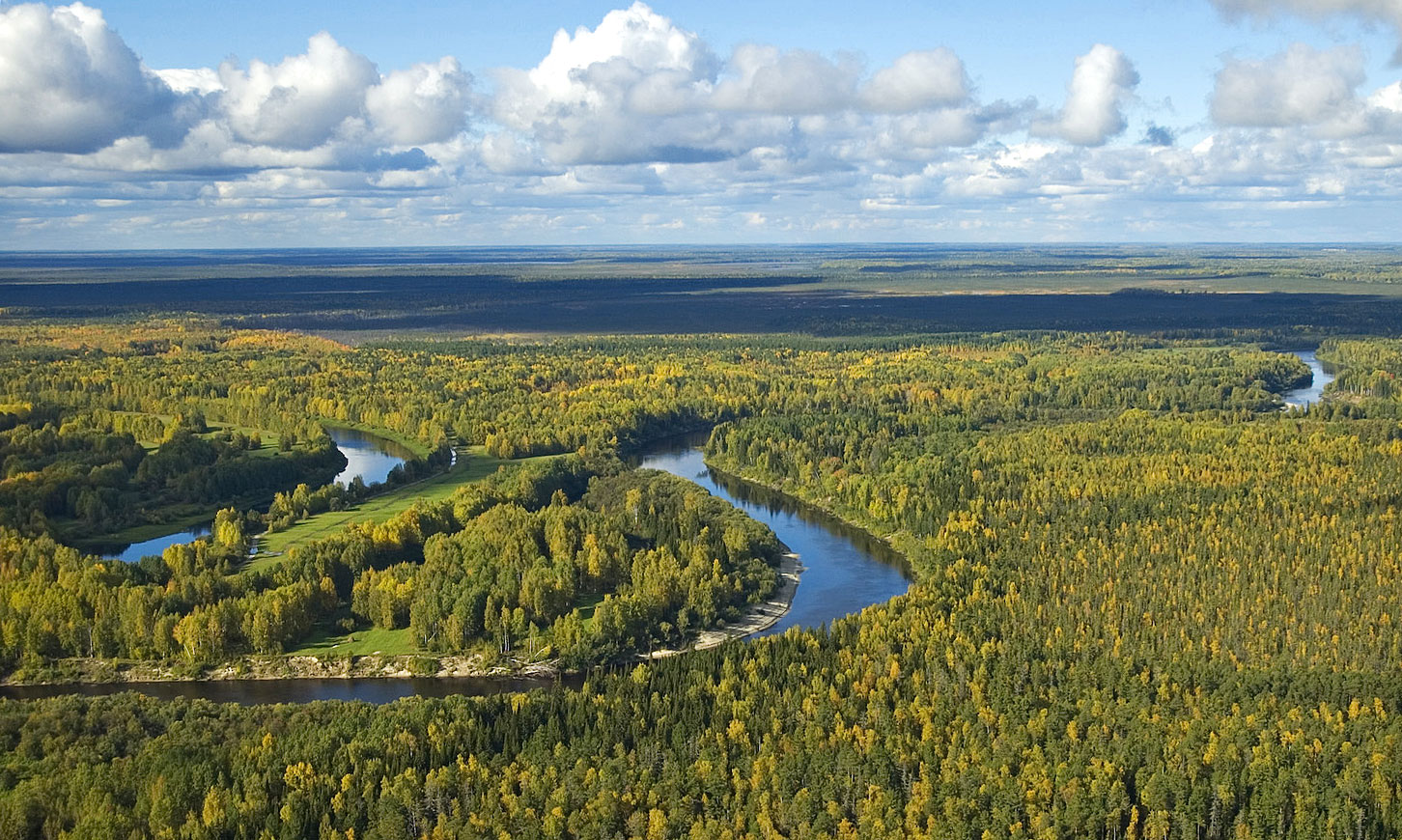
Plaine de Sibérie occidentale : le cours de la Vassiougan.
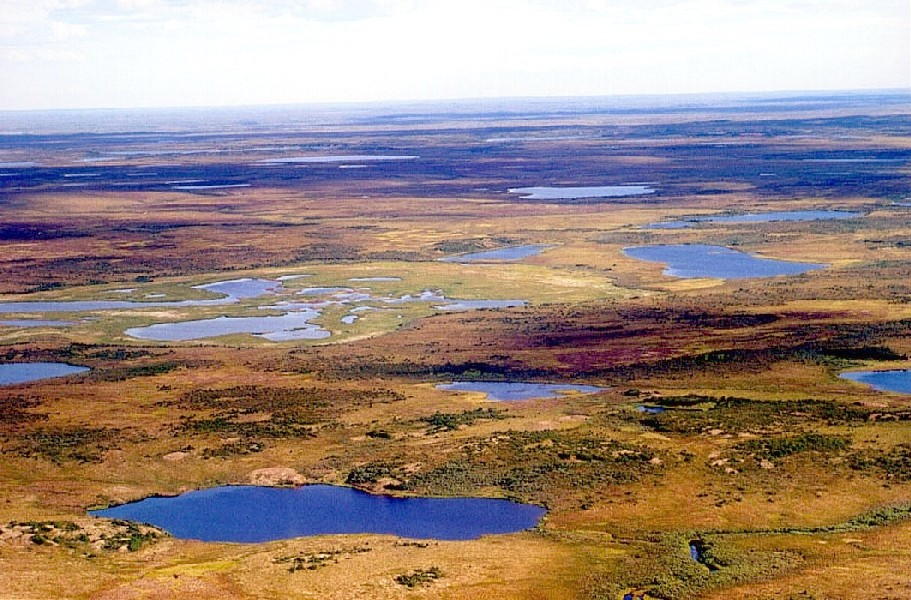
Toundra dans la région des Nenets.
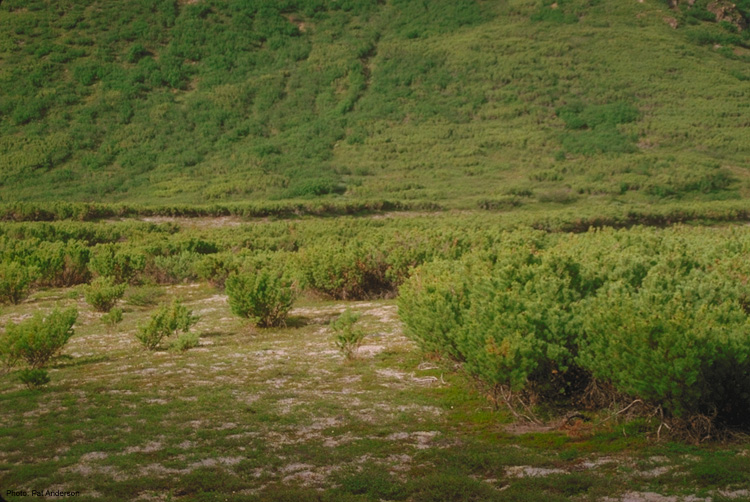
La limite taïga-toundra du nord-est de la Sibérie.
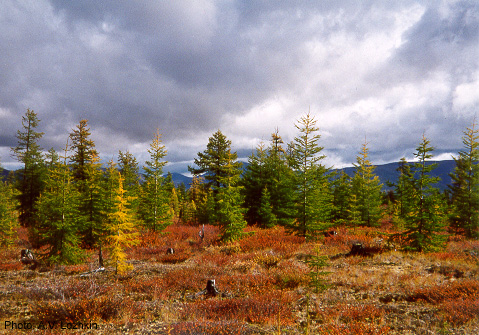
Paysage de taïga dans la région de Magadan au nord-est de la Sibérie.
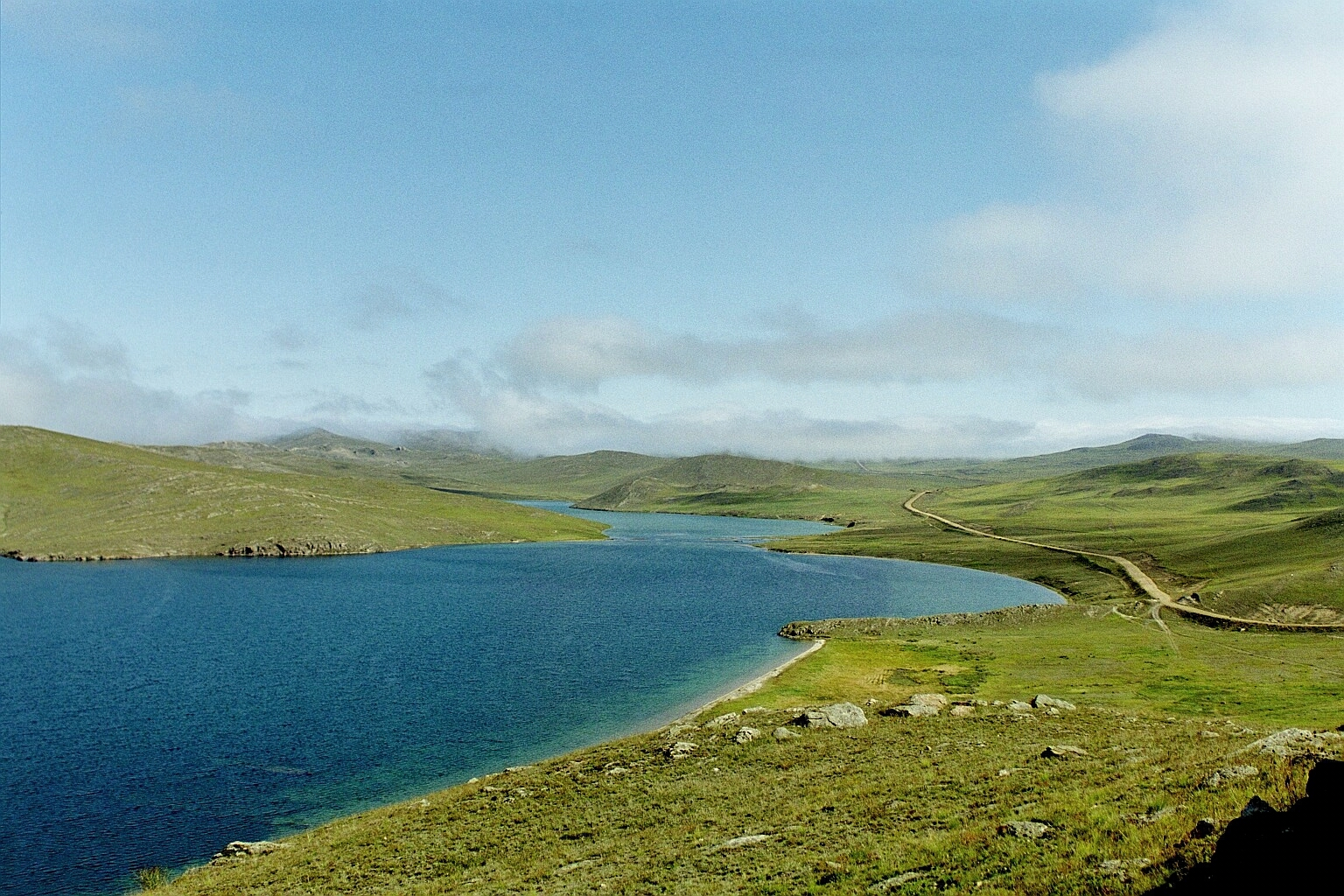
Le lac Baïkal.
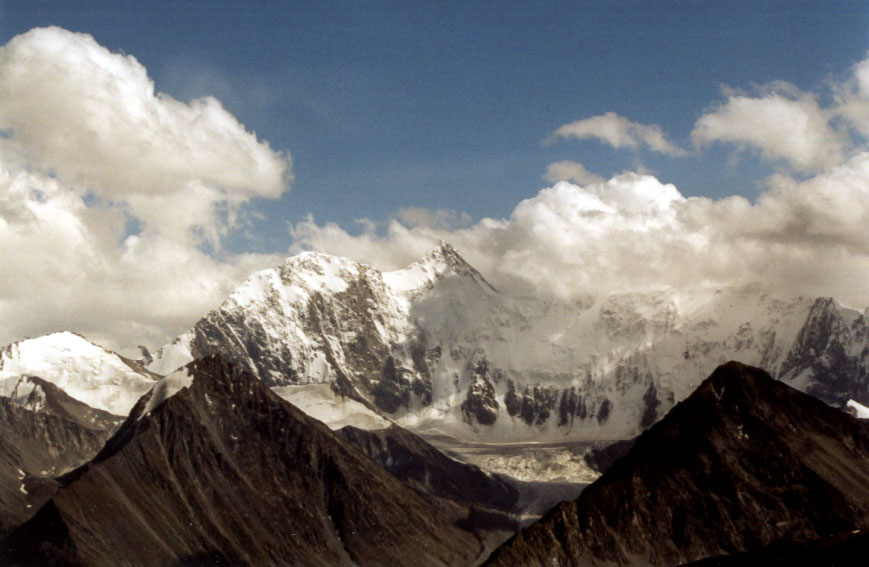
Le mont Béloukha dans les montagnes de l'Altaï.
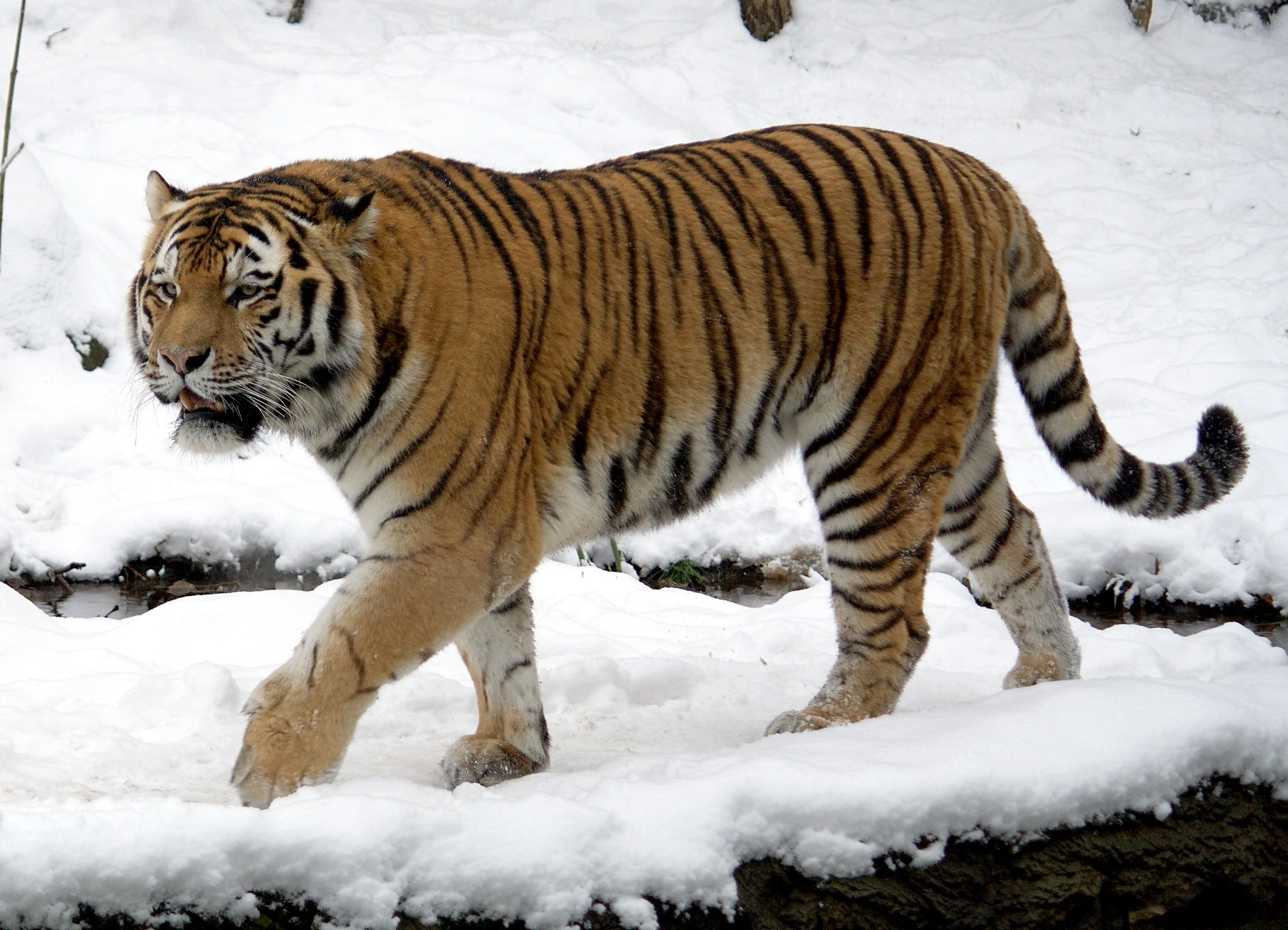
Tigre de Sibérie.

#### Une région aux contours mal définis
N. M. Yadrintsev, publiciste et ethnographe du XIXe siècle, définissait les frontières de la Sibérie comme suit :
La Sibérie occupe tout le nord de l’Asie et s’étend au nord jusqu’à l’océan Arctique, à l’est, elle atteint l’océan Pacifique, au sud, sa frontière est l’Empire chinois, au sud-est, elle borde les possessions d’Asie centrale de l’Empire russe, et au nord-ouest et à l’ouest, la Sibérie est séparée de la Russie européenne par les montagnes de l’Oural.
,La limite occidentale de la Sibérie est traditionnellement fixée à la ligne de partage des eaux entre les bassins des fleuves tributaires de la mer Caspienne (Kama, Volga, Oural) et le bassin de l'Ob (la ligne de crêtes de l'Oural n'est donc pas retenue). Toutefois, les découpages administratifs russes ont tendance à exclure de la Sibérie dans leurs statistiques les provinces de Sverdlovsk et de Tcheliabinsk rattachées à une région Oural, alors que ces régions sont pour l'essentiel à l'est de la ligne de partage des eaux. De même, les Russes distinguent une région qualifiée d'Extrême-orient russe dans lequel ils regroupent la République de Sakha, l'oblast de l'Amour et les autres régions situées plus à l'est.

#### Géologie
La Sibérie occidentale, constituée par des dépôts alluviaux du Cénozoïque, est caractérisée par une altitude si faible qu'une augmentation du niveau de la mer de 50 mètres suffirait à inonder l’ensemble des terres de l'océan Arctique jusqu'à Novossibirsk. Les alluvions déposées dans la plaine résultent pour l'essentiel des barrières créées par les glaciers qui à l'époque fermaient l'accès à l'océan Arctique et qui ont infléchi le cours des fleuves Ob et Ienisseï vers la mer Caspienne (et peut-être la mer d'Aral). La Sibérie occidentale est particulièrement marécageuse. Au sud de la plaine, là ou le pergélisol est pratiquement absent, de riches terres constituent une extension nordique de la steppe eurasienne.
Le plateau central sibérien est un craton extrêmement ancien qui constituait au Permien un continent séparé. Il est extrêmement riche en minéraux tels que or, diamant, manganèse, plomb, zinc, nickel, cobalt et molybdène. La région comprend une grande partie du trapps de Sibérie qui constitue une grande province ignée. L'éruption massive à l'origine de cette formation coïncide à peu près avec l'extinction massive de la fin du Permien. Cet événement volcanique est considéré comme l'éruption volcanique la plus puissante de l'histoire qu'ait connue la planète.
Durant le quaternaire, seul l'extrême nord-ouest de la Sibérie fut recouvert par les glaciers, mais sur pratiquement tout le reste de la région un permafrost s'installa jusqu'à une grande profondeur. Le seul arbre qui arrive à prospérer est le mélèze de Sibérie grâce à ses racines peu profondes. La taïga domine partout sauf dans l'extrême nord-est.
L'est et le centre de la République de Sakha comprennent de nombreuses chaînes de montagnes orientées nord-sud qui sont apparues à différentes époques géologiques. Ces montagnes qui s'élèvent à pratiquement 3 000 mètres d'altitude, sont presque dénuées de végétation dès qu'on dépasse quelques centaines de mètres d'altitude. Les monts de Verkhoïansk étaient entièrement couverts de glacier au Pléistocène mais le climat était alors trop sec pour que la glace s'étende aux basses altitudes. En basse altitude, il y a de nombreuses vallées parfois encaissées et couvertes de forêts de mélèzes à l'exception de l'extrême nord où la toundra domine. Les sols sont essentiellement des tourbières et la couche de sol active a une épaisseur inférieure à un mètre sauf au bord des rivières.

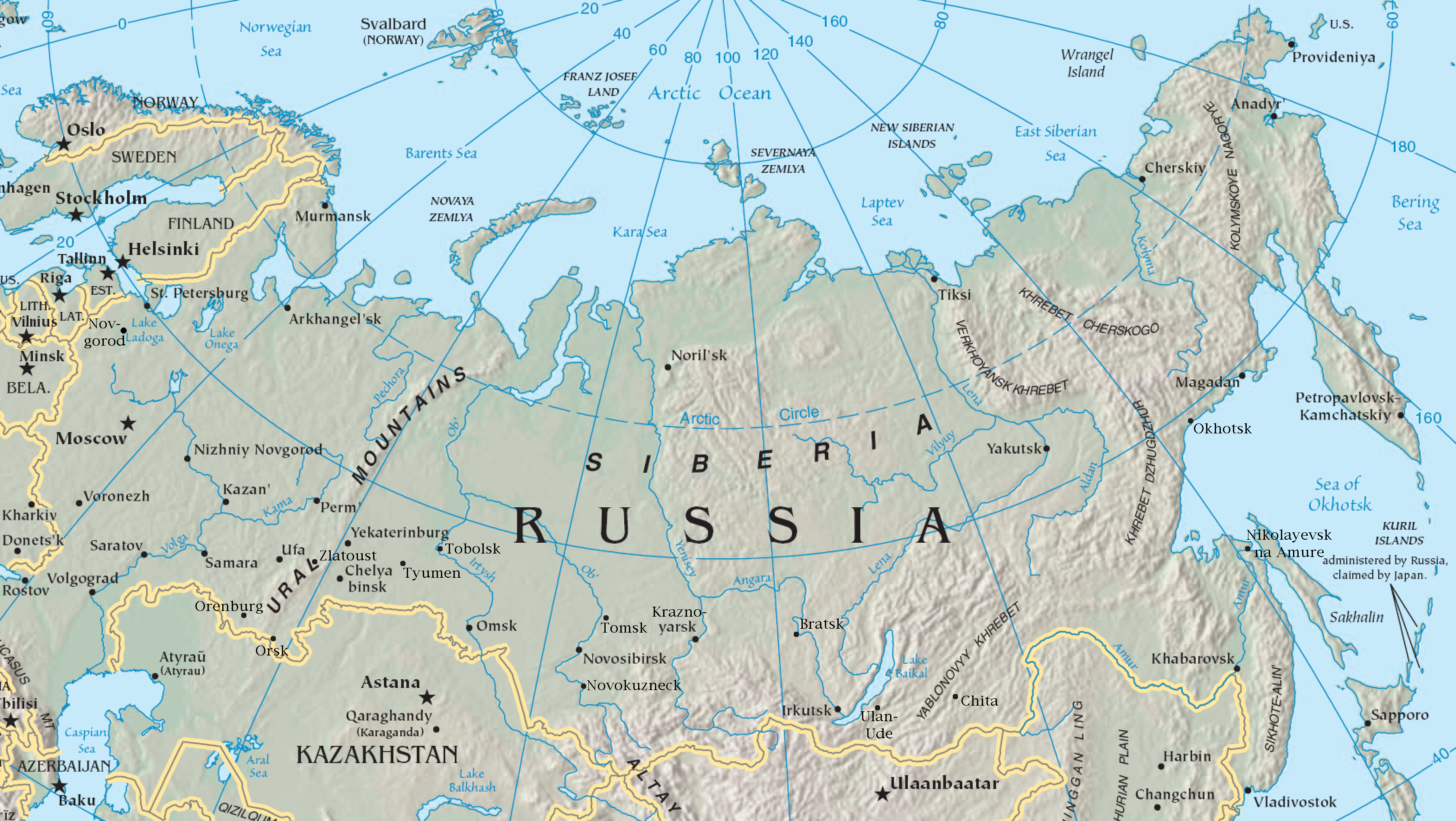
Topographie de la Sibérie et des environs.

#### Climat
- glaciers
- toundra
- toundra alpine
- taïga
- forêt de montagne
- forêt tempérée de feuillus
- steppes tempérées
- steppe arbustive

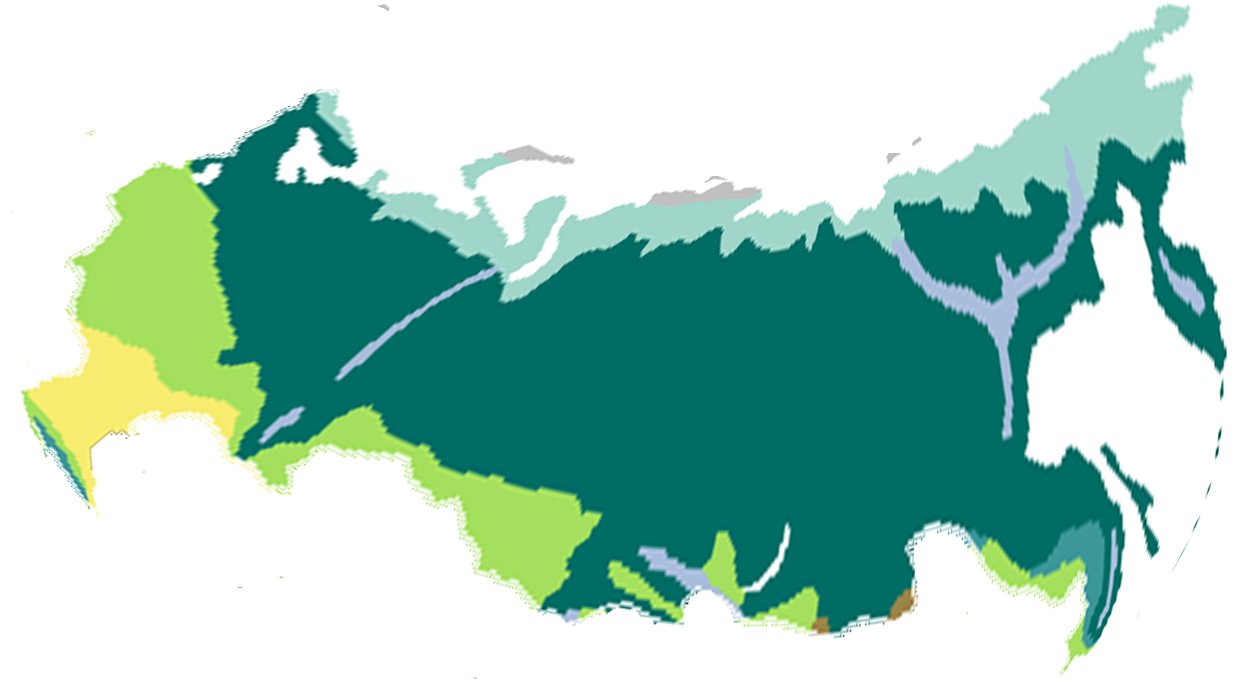
Milieux naturels de la Russie : l'espace sibérien est principalement recouvert par la taïga, ceinturée au nord par la toundra et au sud par une zone de forêts tempérées
Le climat de la Sibérie est sujet à des variations de température de grande amplitude. Sur la côte nord, au-delà du cercle arctique, l'été est très court (environ un mois). La plus grande partie de la population vit au sud de la Sibérie le long de la ligne du Transsibérien. Dans cette région, la température moyenne est d'environ oscillant entre en moyenne au mois de janvier et au mois de juillet. La durée de la période fertile, l'abondance de l'ensoleillement et les sols particulièrement fertiles (tchernoziom) du sud de la Sibérie permettent à l'agriculture de prospérer, comme le montra son rapide développement au début du XXe siècle.
glaciers
toundra
toundra alpine
taïga
forêt de montagne
forêt tempérée de feuillus
steppes tempérées
(pontique et d'Asie centrale)
steppe arbustive

Au sud de la Sibérie, les vents du sud-ouest amènent l'air chaud de l'Asie centrale et du Moyen-Orient. Les températures moyennes en Sibérie occidentale (Omsk, Novossibirsk) sont supérieures de plusieurs degrés à celles en Sibérie orientale (Irkoutsk, Tchita). Avec une température record de −71,2 °C (Oïmiakon, République de Sakha), la Sibérie a presque le record de plus grand froid de la planète (après l'Antarctique). Mais, à côté de ces grands froids, la température dépasse fréquemment +35 °C dans de nombreuses régions. Sakha est la région la plus froide de Sibérie, en particulier dans le bassin de la rivière Iana, où la terre est gelée jusqu'à 1 493 mètres de profondeur (la terre gelée est appelée pergélisol ou permafrost). Malgré ces conditions, le froid et la neige n’ont jamais été considérés par l'Empire russe comme un obstacle à la colonisation. En hiver, l'anticyclone sibérien s'installe généralement de manière semi-permanente sur la Sibérie méridionale si bien que les vents sont normalement faibles.
Les précipitations en Sibérie sont faibles, dépassant 500 mm uniquement au Kamtchatka, où les vents humides venus de la mer d'Okhotsk se heurtent aux massifs montagneux (produisant le seul glacier important de la région) et dans le kraï du Primorie, à l'extrême sud-est, où l'influence de la mousson peut engendrer de fortes précipitations durant l'été. Malgré le froid rigoureux qui règne en hiver, les chutes de neige sont faibles dans certaines parties de la Sibérie, en particulier dans l'est de la région.
3,2 millions d’hectares sont ravagés par les incendies durant l'été 2018, ce qui constitue, à cette date, un record.

#### Faune
Parmi les mammifères de Sibérie, se trouvent dans la toundra septentrionale des rennes, des ours polaires, des morses, des phoques, des lemmings et des renards polaires.
La Taïga abrite des ours bruns, des ours noirs, loups, zibelines, écureuils, putois, hermines, renard roux, loutres, lynx, élans, lièvres, sangliers, blaireaux, gloutons et plusieurs espèces d'oiseaux.
Les léopards et tigres de Sibérie vivent dans la vallée de l’Amour.
Dans le bassin de ce fleuve vivent de nombreux oiseaux tels le Canard mandarin.

#### Flore
La Sibérie se stratifie du nord au sud en toundra, forêt boréale, steppe boisée et steppe. La toundra est une plaine où poussent de petits arbustes, de grandes étendues d’herbe rase, des touradons de molinies, de mousses et de lichens. La taïga présente elle aussi un relief pratiquement plat : c’est une forêt de conifères, ponctuée de marécages et de tourbières. À l’ouest, les épicéas et les pins dominent, tandis qu’à l’est ce sont plutôt les mélèzes. La steppe boisée est une plaine vallonnée de quelques collines, avec des phénomènes d’érosion fréquents et un couvert neigeux déjà beaucoup moins important. La steppe sibérienne est couverte d’herbacées ; quant à la steppe boisée, ses arbres sont principalement des bouleaux.
Le boisement total sur plus de mille six cents kilomètres du nord au sud représente un cinquième de la forêt de la planète.

### Géographie humaine

#### Démographie

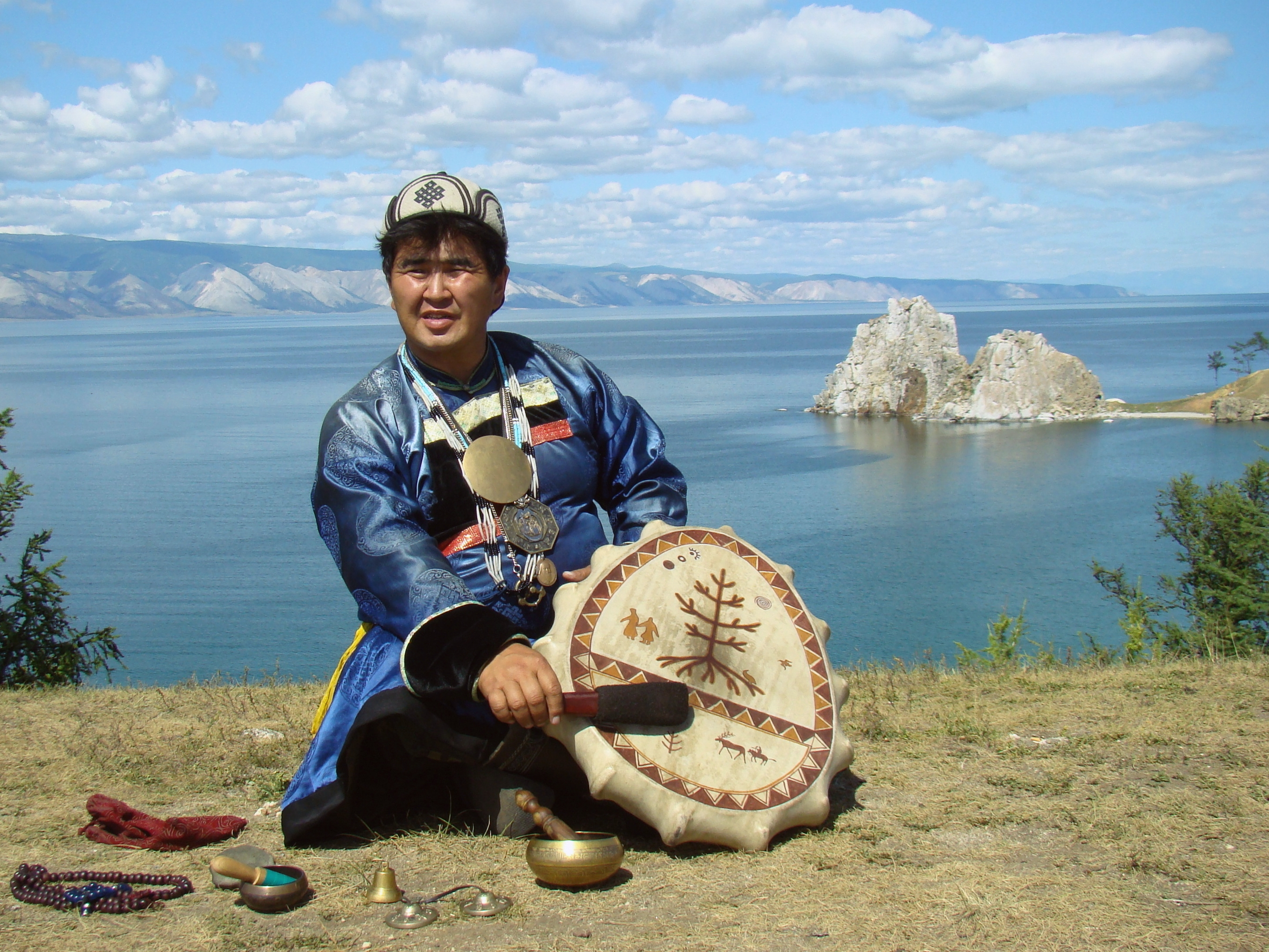
Chaman bouriate.

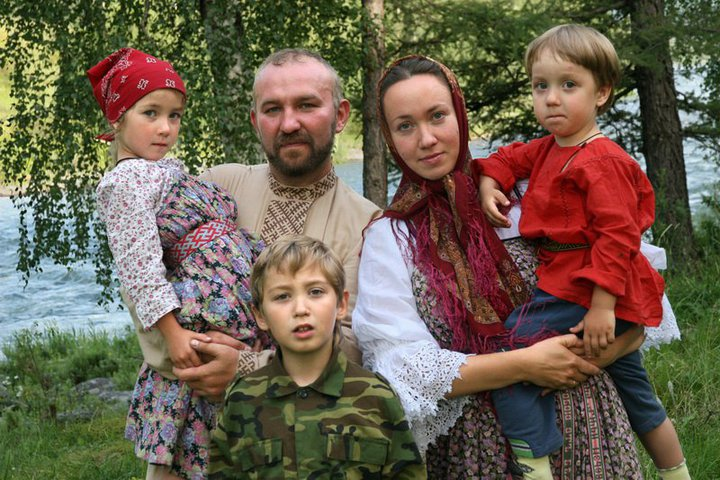
Cosaques de Sibérie.

La Sibérie a une densité d'environ trois personnes au kilomètre carré, faisant de la Sibérie l'une des régions les moins peuplées de la planète. La plupart des habitants sont des Russes ; ceux-ci descendent des Slaves qui vivaient en Europe de l'Est quatre siècles auparavant. Parmi les plus grands groupes non slaves de citoyens russes de Sibérie, il y a environ 400 000 Allemands de la Volga. Les populations autochtones sont formées de groupes mongols et turcs tels que les Bouriates, les Touvains, les Iakoutes et les Tatars de Sibérie. Selon le recensement de 2002, il y a 500 000 Tatars en Sibérie, mais parmi eux, 300 000 sont des Tatars de la Volga qui se sont installés en Sibérie pendant les périodes de colonisation et sont donc également des Sibériens non indigènes, contrairement aux 200 000 Tatars de Sibérie qui sont indigènes de la Sibérie. Parmi les Sibériens indigènes, les Bouriates, au nombre d'environ 500 000, sont le groupe le plus nombreux de Sibérie, et ils sont principalement concentrés dans leur patrie, la République bouriate. Les Iakoutes sont eux près de 450 000. D'autres groupes ethniques comprennent les Kètes, les Tchouktches, les Koryaks et les Youkaguirs. Environ 70 % de la population vit dans les villes, en majorité dans des appartements. Dans les zones rurales, les habitants vivent dans des demeures simples mais souvent plus spacieuses.
Novossibirsk est la plus grande ville de Sibérie. Tobolsk, Tomsk, Irkoutsk et Omsk sont des villes plus anciennes dotées d'un centre-ville historique.

#### Peuples
- Aléoutes,

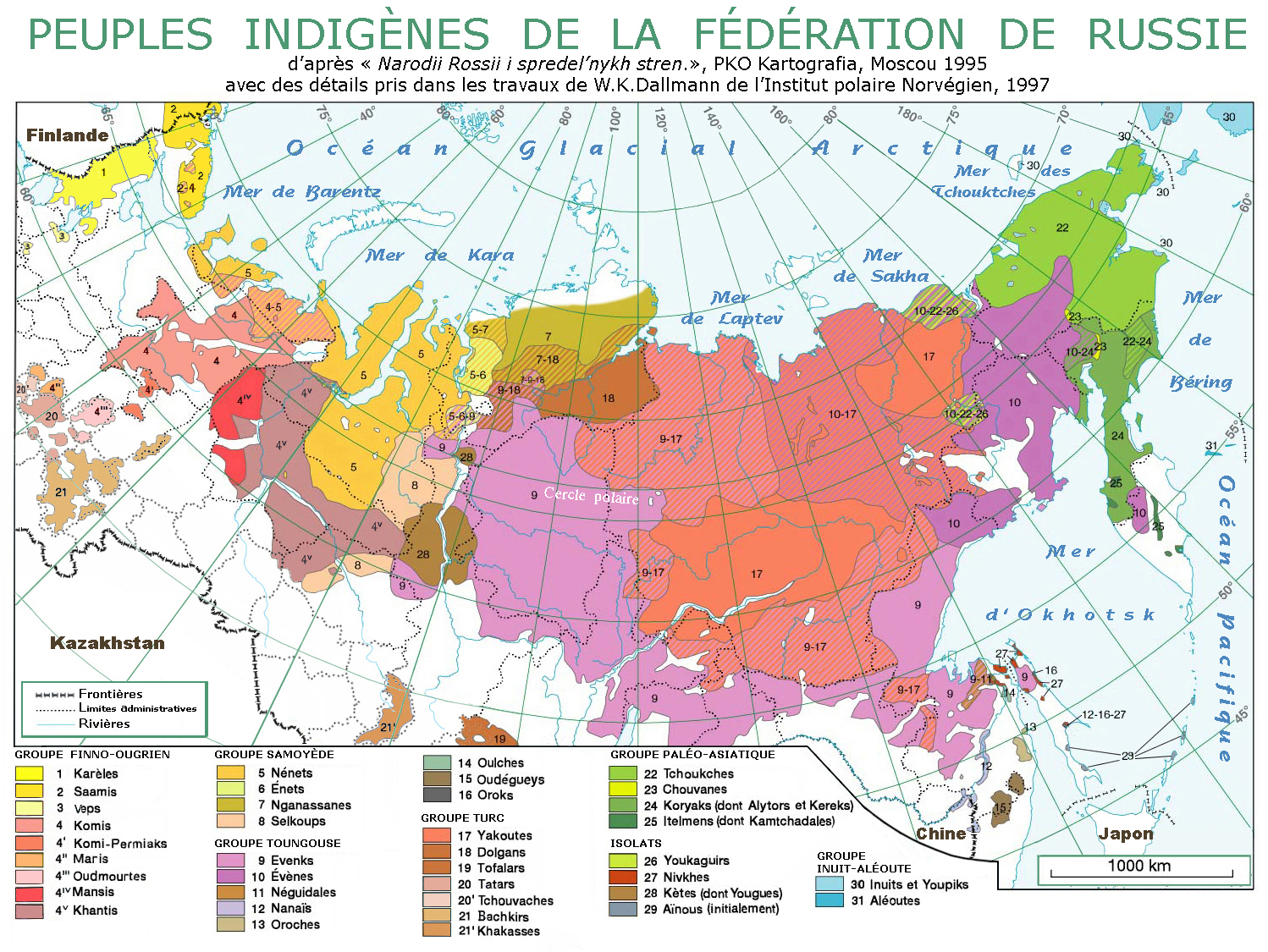
Principaux peuples autochtones de Sibérie.

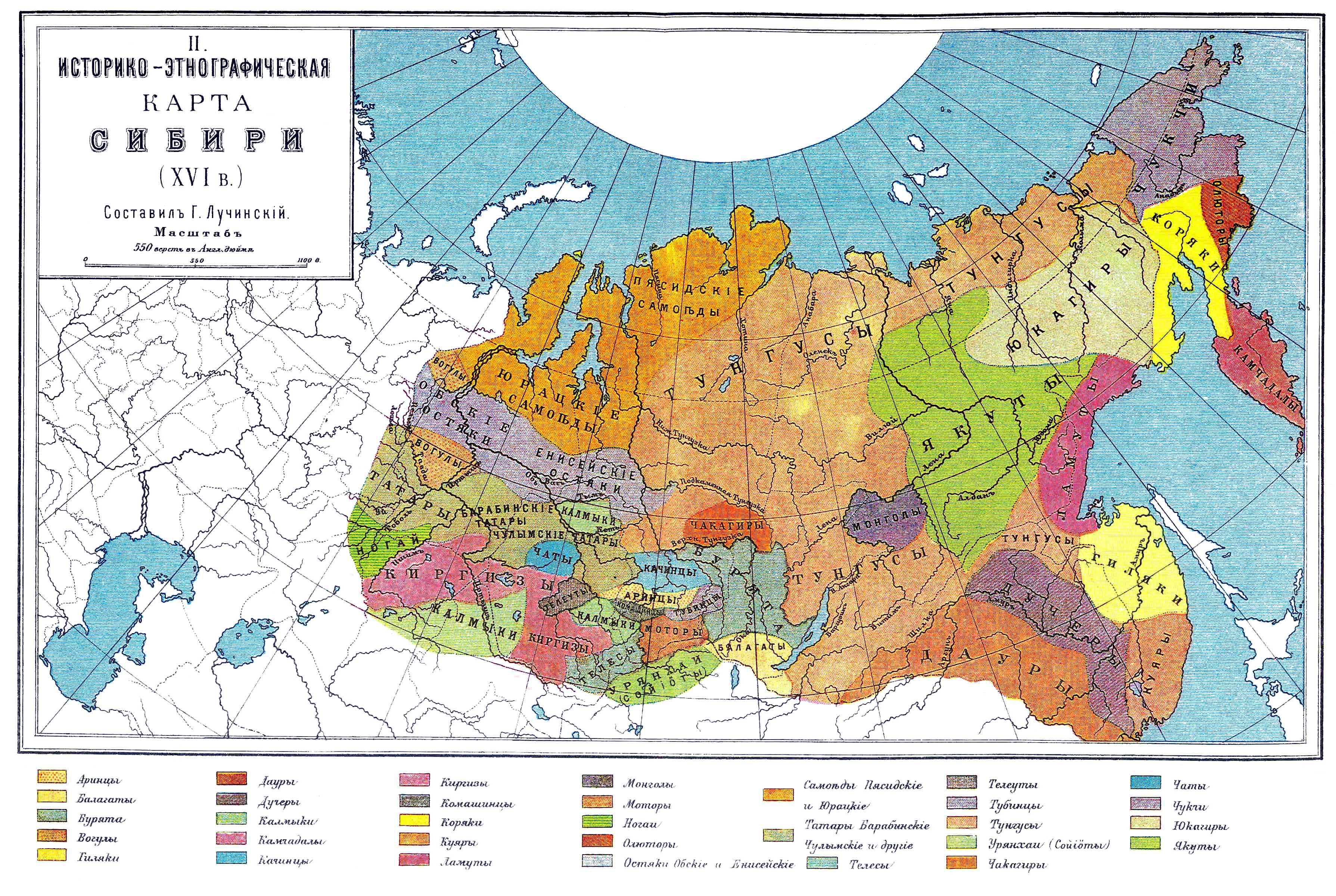
Territoires des mêmes au XVIe siècle.

- Allemands de la mer Noire et Allemands de la Volga
- Bouriates
- Dolganes
- Evenks (ou Toungouses)
- Iakoutes
- Itelmènes
- Kereks
- Kètes
- Khantys
- Koriaks
- Koumandines
- Mansis
- Nanaïs
- Néguidales
- Nénètses
- Nganassanes
- Nivkhes
- Oroks
- Orotches
- Oudégués
- Oultches
- Russes
- Samis (Lapons)
- Sakhalar
- Selkoupes
- Soïotes
- Tatars
- Tazes
- Tchelkanes
- Tchouktches
- Tchoulymes
- Tchouvanes
- Télenguites
- Téléoutes
- Tofalars
- Toubalars
- Touvains
- Ukrainiens
- Youkaguirs
- Yupik

#### Religions

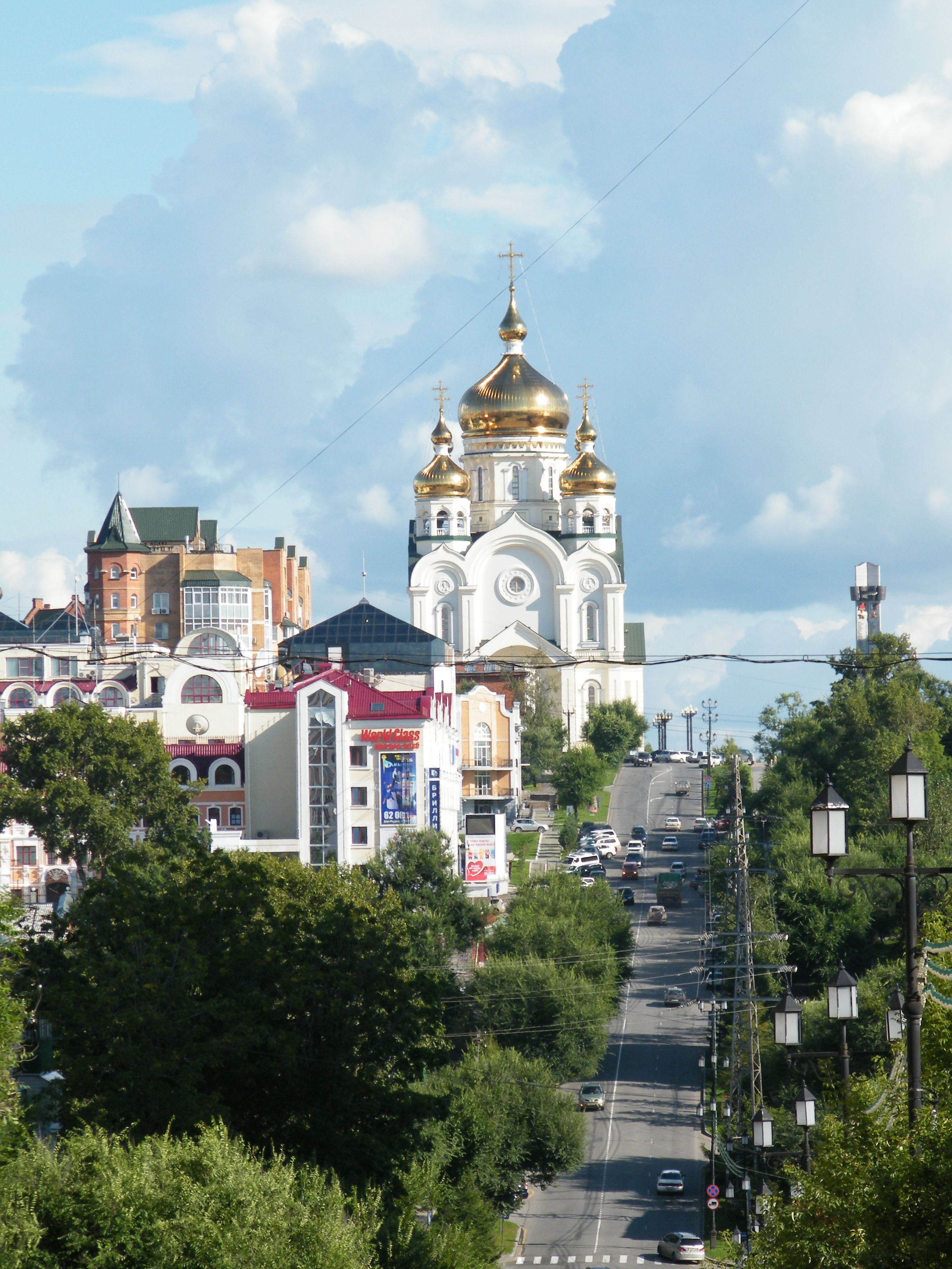
Cathédrale de la Transfiguration de Khabarovsk.

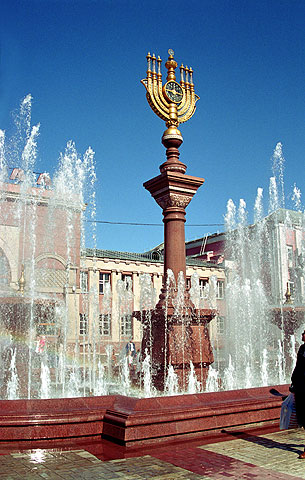
Menorah stylisée à Birobidjan.

La religion joue un rôle important dans la vie des habitants de Sibérie. Un grand nombre de cultes sont pratiqués. La religion dominante est le culte orthodoxe. Parmi les peuples autochtones, le chamanisme se maintient en parallèle. Les Bouriates sont bouddhistes. Pour ceux-ci comme pour les chamanistes, certains lieux sont sacrés comme l'île d’Olkhon sur le lac Baïkal. L'islam est présent surtout au sud, parmi les Tatars. Le judaïsme est présent dans les bassins miniers et au Birobidjan.

#### Économie

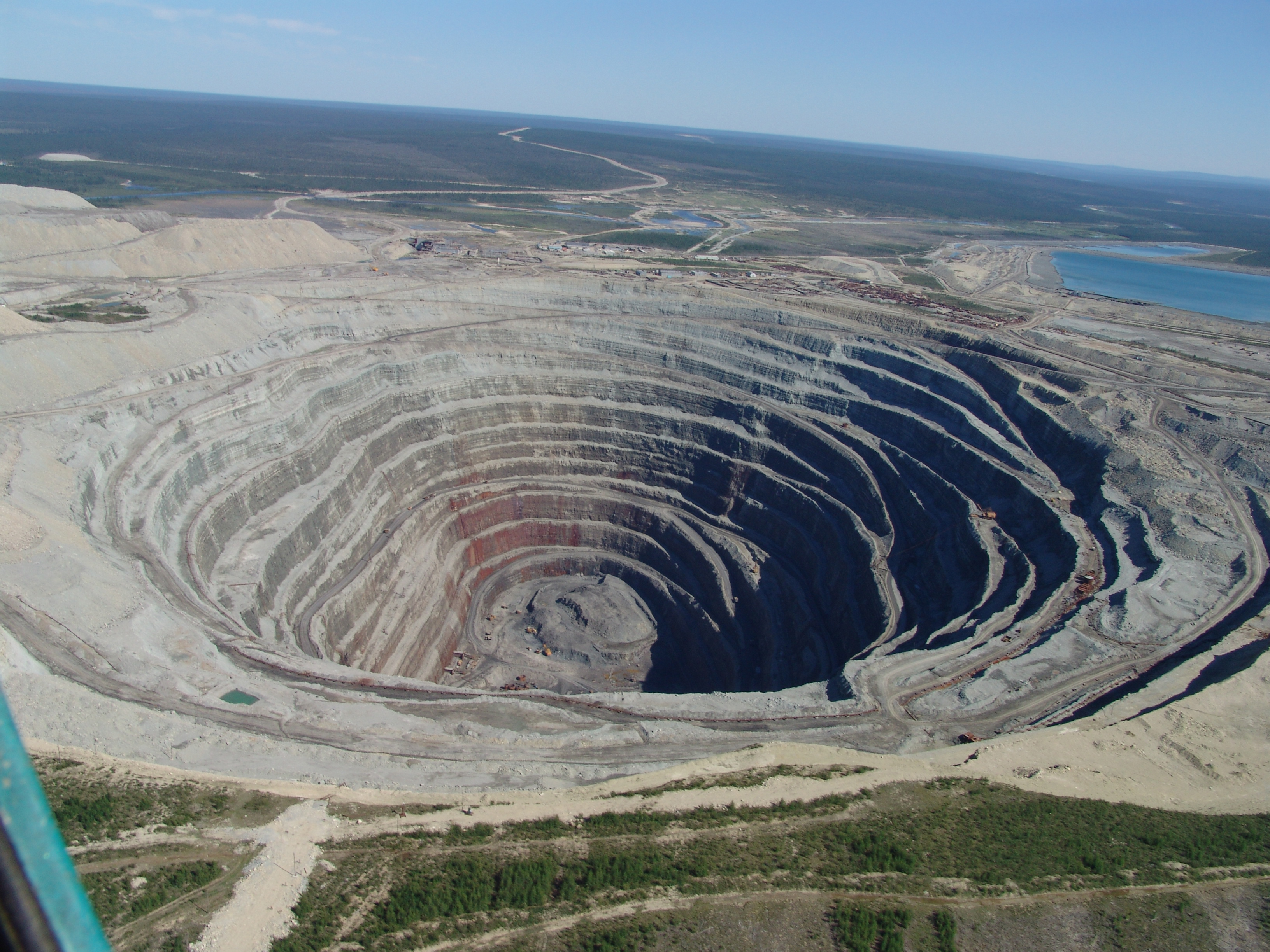
Mine de diamants d'Oudatchnaïa.

La Sibérie est particulièrement riche en minéraux avec la présence de gisements de pratiquement tous les métaux recherchés; cette concentration est en partie liée à l'absence de couverture glaciaire durant le quaternaire (hormis les zones situées en haute altitude). La région concentre certains des plus grands gisements de nickel, or, plomb ; molybdène, diamant, argent et zinc ainsi que d'immenses gisements de pétrole et de gaz naturel souvent sous-exploités. La plupart des gisements sont situés dans l'est de la région, zone la plus froide, ce qui rend leur extraction particulièrement difficile. Celle-ci n'a démarré que lorsque Staline, arrivé au pouvoir, a eu recours aux déportés.

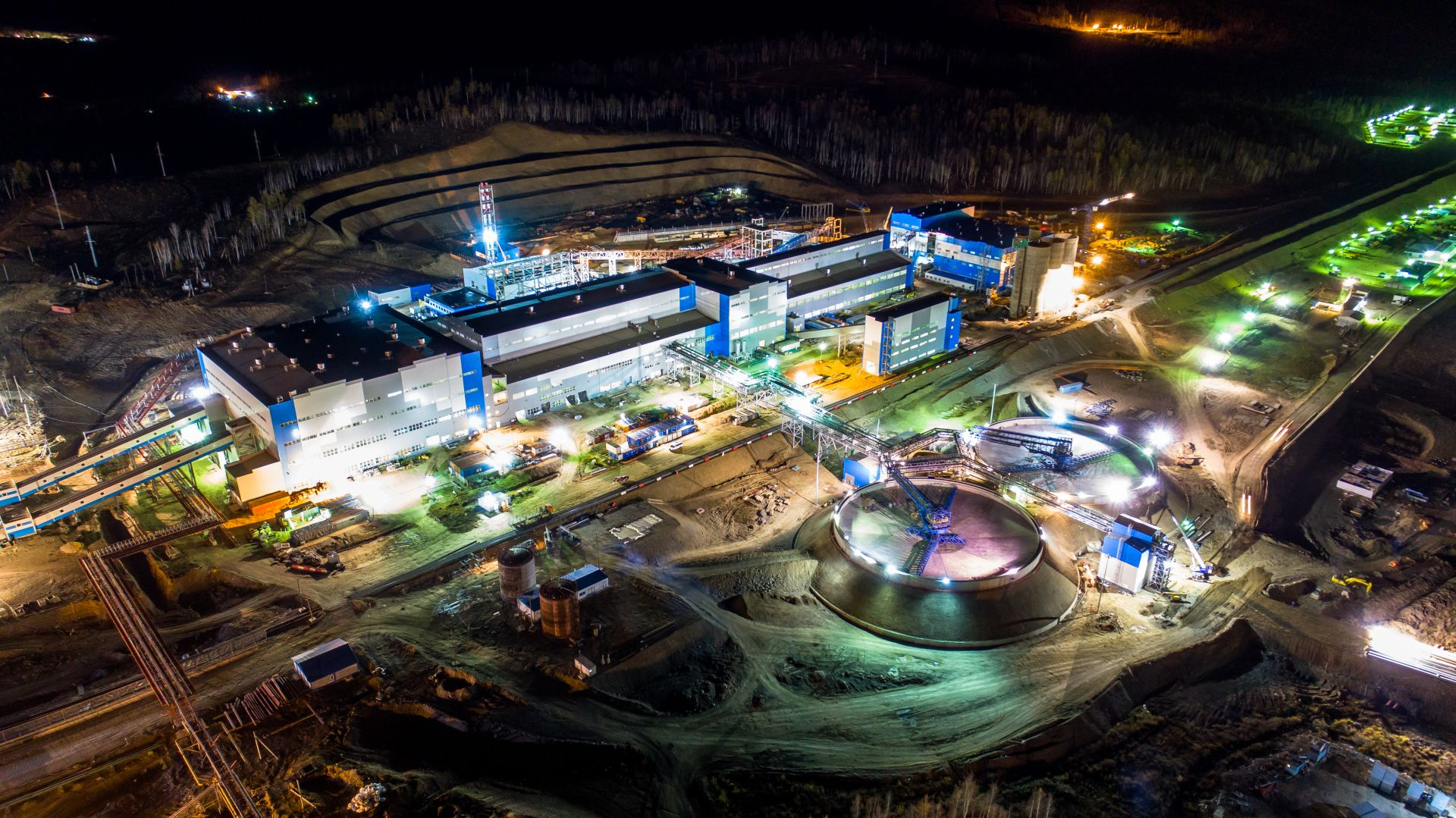
Mine sibérienne de nickel à Norilsk.

L'agriculture est limitée par la faible durée de la période fertile dans la plus grande partie de la région. Malgré tout, dans le sud-ouest, là où des terres noires particulièrement fertiles sont présentes et où le climat est un peu plus tempéré, se sont créées de grandes exploitations extensives cultivant le blé, l'orge, le seigle et les pommes de terre ainsi que des grands élevages de mouton et de bovidés. Ailleurs, du fait de la pauvreté du sol et de la brièveté de la période fertile, les ressources agricoles se restreignent à l'élevage de rennes dans la toundra : cette activité est pratiquée par les autochtones depuis près de 10 000 ans. La Sibérie a les plus grandes forêts de la planète. Le bois reste une ressource économique importante en dépit du fait que de nombreuses forêts situées dans l'Est de la région ont été exploitées trop vite pour qu'elles puissent se régénérer. La mer d'Okhotsk est une des deux ou trois régions les plus poissonneuses de la planète grâce à ses courants froids et à ses marées de grande amplitude ce qui permet à la Sibérie de fournir environ 10 % du poisson pêché dans le monde, bien que l'activité ait quelque peu décliné depuis l'éclatement de l'URSS.
L'industrie, qui s'était développée durant les années 1920 et 1930 avec une croissance particulièrement forte durant la Seconde Guerre mondiale, a fortement décliné depuis l'éclatement de l'URSS. Plusieurs des gigantesques usines situées en Sibérie occidentale et autour du lac Baïkal ont fermé leurs portes ces dernières années.

## Histoire

### Préhistoire

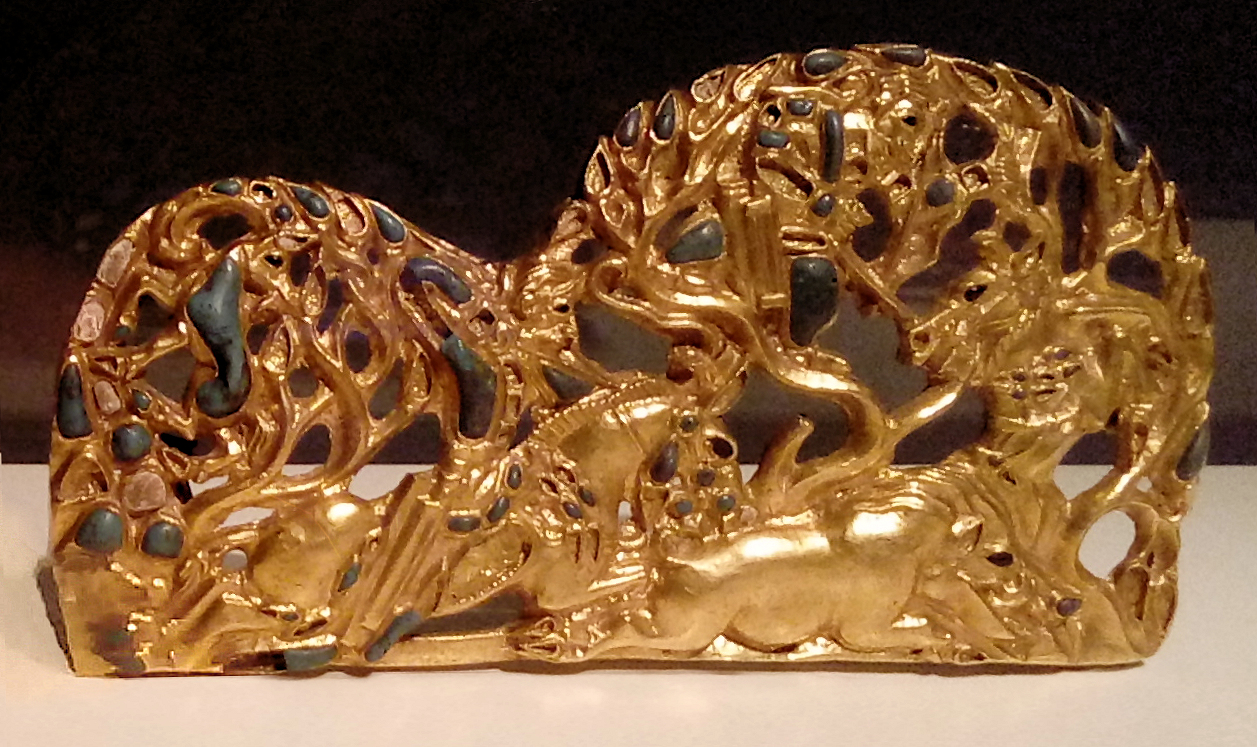
Chasse à cheval, avec des harnachements caractéristiques des Xiongnu, Sibérie du Sud, 280–180 av. J.-C. Musée de l'Ermitage,,.

La Sibérie à l'époque paléozoïque formait un continent indépendant, le cranton sibérien. Au cours du Carbonifère supérieur, le carton sibérien fusionne avec la Laurasia, formant le supercontinent Pangée.
Les trapps sibériens ont été formés par l'un des plus grands événements volcaniques connus des 251 derniers millions d'années de l'histoire géologique de la Terre. Leur activité a continué pendant un million d'années et certains scientifiques la considèrent comme une cause possible de la « Grande Extinction » il y a environ 250 millions d'années, qui aurait tué 90 % des espèces existantes à l’époque.
La région a une importance paléontologique car elle contient, préservés dans la glace ou le pergélisol, des corps d’animaux préhistoriques du Pléistocène. Par exemple, ont été découverts des spécimens de lionceaux des cavernes de Goldfuss, de Yuka, un autre mammouth laineux d'Oïmiakon, un rhinocéros laineux de la Kolyma. On pense que l'île Wrangel et la péninsule de Taïmyr ont été les derniers endroits sur Terre à abriter des mammouths laineux en populations isolées jusqu'à leur extinction vers 2000 av. J.-C.
Au moins trois espèces d'humains vivaient dans le sud de la Sibérie il y a environ 40 000 ans : H. sapiens, H. neanderthalensis, et les Denisovensis. En 2010, des preuves ADN ont permis d'identifier ces derniers comme une espèce distincte.
Au Paléolithique supérieur, les sibériens du sud semblent être apparentés aux européens et au peuple Jōmon du Paléolithique du Japon. Des études génomiques complètes suggèrent que les premiers peuples des Amériques commencent à diverger des Asiatiques de l'Est il y a environ 36 000 ans et se sont étendus vers le nord jusqu'en Sibérie, où ils ont rencontré et interagi avec les Eurasiens du Nord, donnant naissance à la lignée béringienne ancienne en Alaska,.

### Premiers millénaires

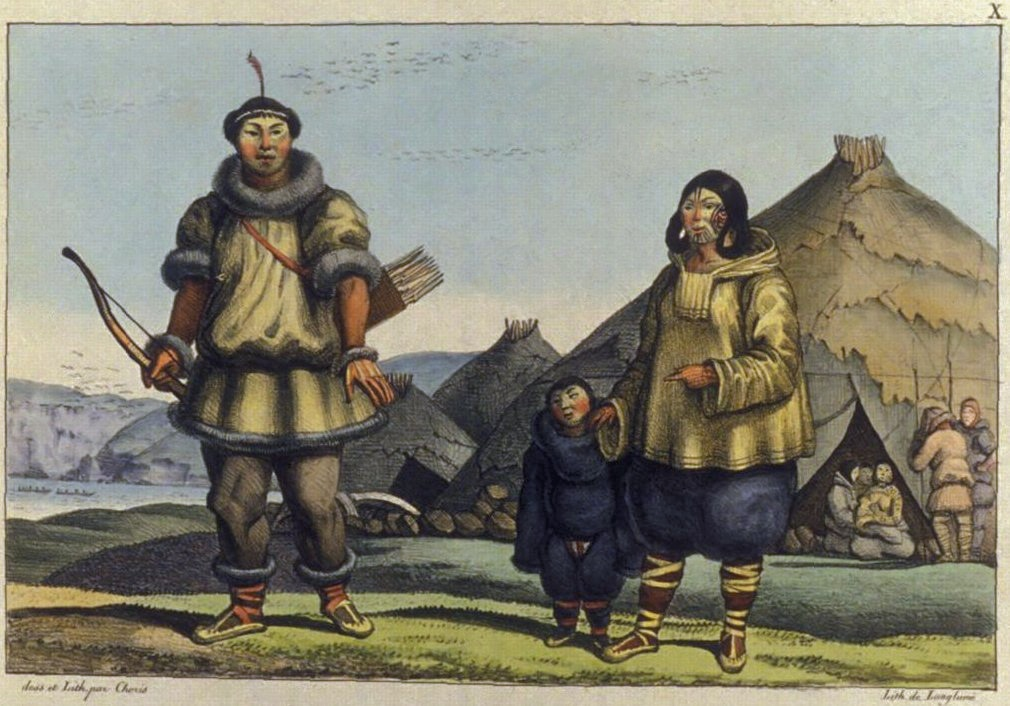
Les Tchouktches, un des nombreux peuples autochtones de Sibérie. Représentation d'une famille tchouktche par Louis Choris (1816)

Au cours des derniers millénaires, différents groupes de nomades – tels que les Énètses, les Nénètses, les Huns, les Xiongnu, les Scythes et les Yugurs – ont habité différentes régions de la Sibérie. Les cultures d'Afanasievo et de Tachtyk de la vallée de l'Ienisseï et des montagnes de l'Altaï sont associées aux migrations indo-européennes à travers l'Eurasie. Le peuple proto-mongol Khitan occupait également certaines parties de la région. Au XIIIe siècle, les Mongols ont conquis une grande partie de cette région sous l'égide de l'Empire mongol. Avec la dissolution de la Horde d'or, le Khanat de Sibérie autonome fut formé à la fin du XVe siècle. Les Iakoutes turcophones migrèrent vers le nord depuis la région du lac Baïkal sous la pression des tribus mongoles du XIIIe au XVe siècle. La Sibérie est restée une région peu peuplée.

### Début de la conquête russe
Dès le XIe siècle, les habitants de Novgorod commencèrent à pénétrer en Sibérie. Au XIVe siècle (1364) les Novgorodiens explorèrent la mer de Kara et le fleuve Ob. Après la chute de la république de Novgorod, Moscou hérita des échanges qui existaient entre la Russie du nord et la Sibérie.
Après l'annexion de Novgorod par Moscou, le nouvel État russe centralisé émergent revendique également la région, avec Ivan III de Russie envoyant des forces expéditionnaires en Sibérie en 1483 et 1499-1500. Koutchoum s'enfuit dans les steppes en abandonnant son territoire à Ermark, qui selon la tradition, demanda sa grâce au tsar Ivan IV en lui offrant la possession de la Sibérie.
En 1584, à la suite d'une offensive de Koutchoum, les cosaques durent abandonner la Sibérie et Ermak se noya dans l'Irtych lors de la perte d'Isker. Les cosaques, pour éviter les zones plus densément peuplées du sud de la Sibérie, progressèrent par la suite vers l'est de la Sibérie en passant par les latitudes nordiques. Moscou commença à édifier des forts en installant des fermiers pour approvisionner les garnisons en nourriture. En moins de 80 ans, les Russes atteignaient l’Amour et la côte de l’océan Pacifique. Cette conquête rapide est due au fait que les populations tatares comme turques n'étaient pas en mesure d'opposer une résistance sérieuse.

### Expansion de l'Empire russe

Armoiries de la Sibérie, qui ont fait partie des armoiries impériales russes jusqu'en 1917.

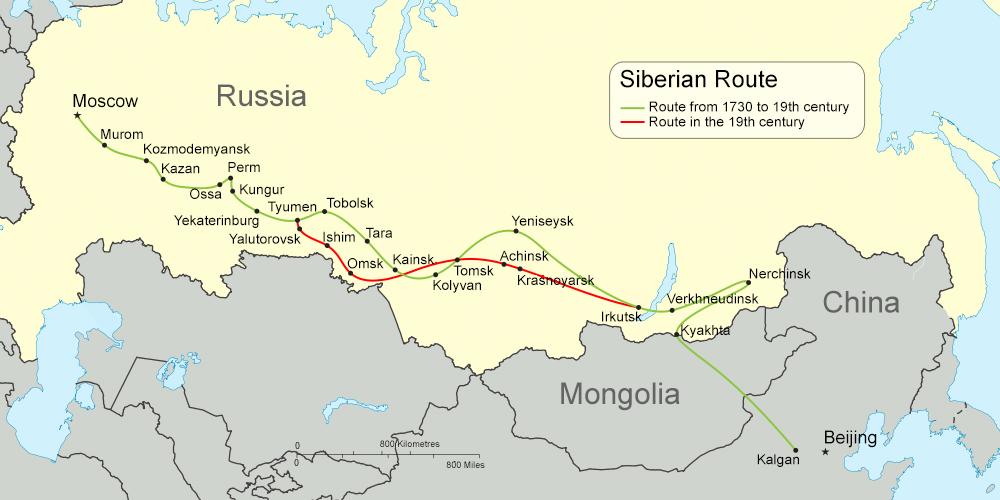
Carte de la route de Sibérie au XVIIIe siècle (vert) et au début du XIXe siècle (rouge).

Au milieu du XVIIIe siècle, la Russie contrôlait l'ensemble de la Sibérie. Environ 230 000 Russes s'étaient installés en Sibérie en 1709. La Sibérie devint l'une des destinations des exilés, qui était la pratique punitive principale avec plus de 800 000 russes exilées au cours du XIXe siècle,.
La première transformation majeure en Sibérie moderne fut l'aménagement d'infrastructures de transport : le Trakt, la route de Sibérie, dont la construction fut ordonnée par Pierre le Grand en 1689, mais dont les travaux ne commencèrent qu'en 1730 et durèrent plus d'un siècle. Vint ensuite le Transsibérien, chemin de fer construit entre 1891 et 1916. Il reliait plus étroitement la Sibérie à la Russie en pleine industrialisation de Nicolas II.
Environ sept millions de Russes ont quitté l'Europe pour coloniser la Sibérie entre 1801 et 1914,. Entre 1859 et 1917, plus d'un demi-million de personnes ont migré vers l'Extrême-Orient russe. La Sibérie dispose de ressources naturelles considérables : depuis le XXe siècle, celles-ci sont exploitées à grande échelle et des villes industrielles ont surgi dans toute la région.
Une forme de séparatisme sibérien existe depuis la deuxième moitié du 19e siècle.
La guerre russo-japonaise (1904-1905) préfigure les grands conflits du siècle. L'événement de la Toungouska (1908), catastrophe naturelle en Sibérie centrale, souffle soixante millions d'arbres.

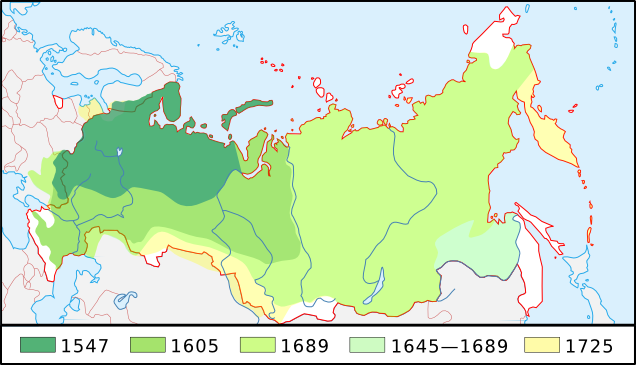
La « conquête de l'Est » russe en Sibérie de 1547 à 1725.

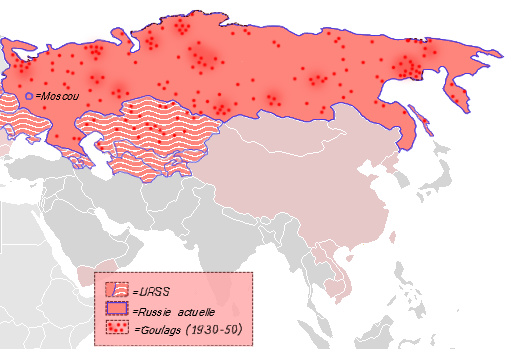
La Sibérie comme lieu de déportation dans les camps de travaux forcés du Goulag.

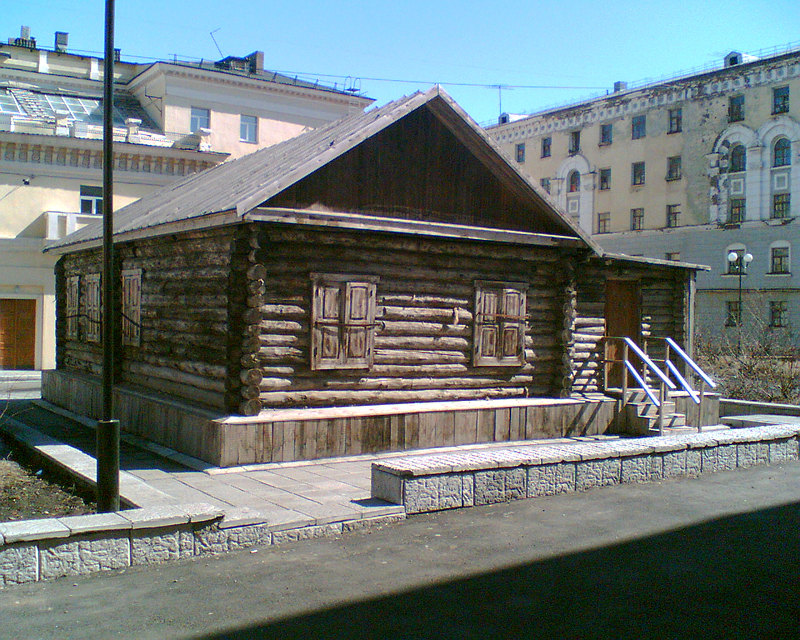
Isba sibérienne conservée comme patrimoine historique (Norilsk)

### Période soviétique
Tout au long de l’histoire de l'URSS, le gouvernement communiste avait mis le peuplement et l'industrialisation de la Sibérie au cœur de ses préoccupations. Durant le règne de Joseph Staline, des citoyens par centaines de milliers furent déportés en Sibérie, voire par peuples entiers (par exemple les Polonais). De nombreux complexes miniers et des bases militaires ont ouvert, consolidant la présence du gouvernement soviétique dans la région. Nombre de jeunes diplômés furent systématiquement nommés pour travailler en Sibérie, en y offrant des salaires bien supérieurs à ceux offerts en Russie européenne. Enfin, de nouvelles villes furent fondées. La Magistrale Baïkal-Amour, ligne ferroviaire parallèle au Transsibérien, fut construite de 1972 à 1984.

### Période contemporaine
Depuis 1991 avec la dislocation de l'Union soviétique, de nombreux laboratoires militaires et la plupart des camps de travail forcé de Sibérie ont fermé. Avec le retour de la liberté de se déplacer pour tous les citoyens, le climat a pris le dessus sur le régime politique, et la population semble diminuer au nord de la Sibérie, alors qu'au sud elle augmente, surtout dans les bassins aurifères, diamantifères, houillers et pétroliers.

## Politique

Drapeau de la Sibérie utilisé par les séparatistes sibériens.

## Culture

### Cuisine
Le Stroganina est un plat de poisson cru des peuples autochtones du nord de la Sibérie arctique, fabriqué à partir de poisson congelé cru, mince et à longues tranches. C'est un plat populaire auprès des Sibériens indigènes.

## Transports

### Lignes ferroviaires
Le moyen le plus aisé de circuler en Sibérie est d'utiliser le train.
- Le Transsibérien traverse la Sibérie depuis Moscou jusqu’à Vladivostok à l'extrême est. Le train comporte des compartiments de 2e classe à quatre couchettes, des compartiments de 1re classe à deux couchettes ainsi qu'une voiture restaurant.
- La Magistrale Baïkal-Amour (BAM) est une autre voie ferrée reliant le lac Baïkal au fleuve Amour.

### Routes et autoroutes
Route transsibérienne
- Partie asiatique. La numérotation est différente et relève du réseau routier asiatique.
  - Ses dénominations officielles par le gouvernement fédéral russe, les désigne sous les numérotations suivantes : Route Baïkal M51, M53 et M55 (Russe: Федеральная автомобильная дорога М51, М53, М55 «Байкал»). elles font partie de l'axe routier asiatique AH6.
  - M51 : Tcheliabinsk - Omsk - Novossibirsk, 1 528 km
  - M53 : Novossibirsk - Krasnoïarsk - Irkoutsk, 1 860 km
  - M55 : Irkoutsk - Tchita, 1 113 km
  - La Route du fleuve Amour Tchita - Khabarovsk, 2 100 km
  - La route du fleuve Oussouri : Khabarovsk - Vladivostok, 760 km.

### Aéroports
- Novossibirsk : aéroport Tolmachevo
- aéroport d'Omsk (code AITA : OMS) relie la ville avec les principales agglomérations russes ainsi que des destinations internationales (surtout des villes allemandes)

- Vladivostok, importante plateforme aéroportuaire de l'Extrême-Orient russe. L'Aéroport international de Vladivostok est un aéroport intérieur et international.

## Divisions administratives
La Sibérie comprend plusieurs sujets fédéraux :
- Oblast de l'Amour, capitale : Blagovechtchensk ;
- Oblast d'Irkoutsk, capitale : Irkoutsk ;
- Oblast d'Omsk, capitale : Omsk ;
- Oblast de Kemerovo, capitale : Kemerovo ;
- Oblast de Kourgan, capitale : Kourgan ;
- Oblast de Magadan, capitale : Magadan ;
- Oblast de Novossibirsk, capitale : Novossibirsk ;
- Oblast de Sakhaline, capitale : Ioujno-Sakhalinsk ;
- Oblast de Sverdlovsk, capitale : Iekaterinbourg ;
- Oblast de Tomsk, capitale : Tomsk ;
- Oblast de Tioumen, capitale : Tioumen, aujourd'hui intégré dans le district fédéral de l'Oural ;
- Oblast de Tcheliabinsk, capitale : Tcheliabinsk ;
- Oblast de Tomsk, capitale : Tomsk ;
- Kraï de l'Altaï, capitale : Barnaoul ;
- Kraï de Khabarovsk, capitale : Khabarovsk ;
- Kraï de Krasnoïarsk, capitale : Krasnoïarsk ;
- Kraï de Transbaïkalie, capitale : Tchita ;
- Kraï du Kamtchatka, capitale : Petropavlovsk-Kamtchatski ;
- Kraï du Primorie, capitale : Vladivostok ;
- District autonome juif, capitale : Birobidjan ;
- District autonome de Iamalo-Nénétsie, capitale : Salekhard, aujourd'hui intégré dans le district fédéral de l'Oural ;
- District autonome de Tchoukotka, capitale : Anadyr ;
- District autonome des Khantys-Mansis, capitale : Khanty-Mansiisk, aujourd'hui intégré dans le district fédéral de l'Oural ;
- République de Khakassie, capitale : Abakan ;
- République de l'Altaï, capitale : Gorno-Altaïsk ;
- République des Bouriates, centre administratif : Oulan-Oudé ;
- République de Sakha (Yakoutie), capitale : Iakoutsk, intégré dans le district fédéral extrême-oriental ;
- République de Touva, capitale : Kyzyl.

## Villes
La Sibérie présente une densité de population extrêmement faible. On y trouve néanmoins un certain nombre de villes :

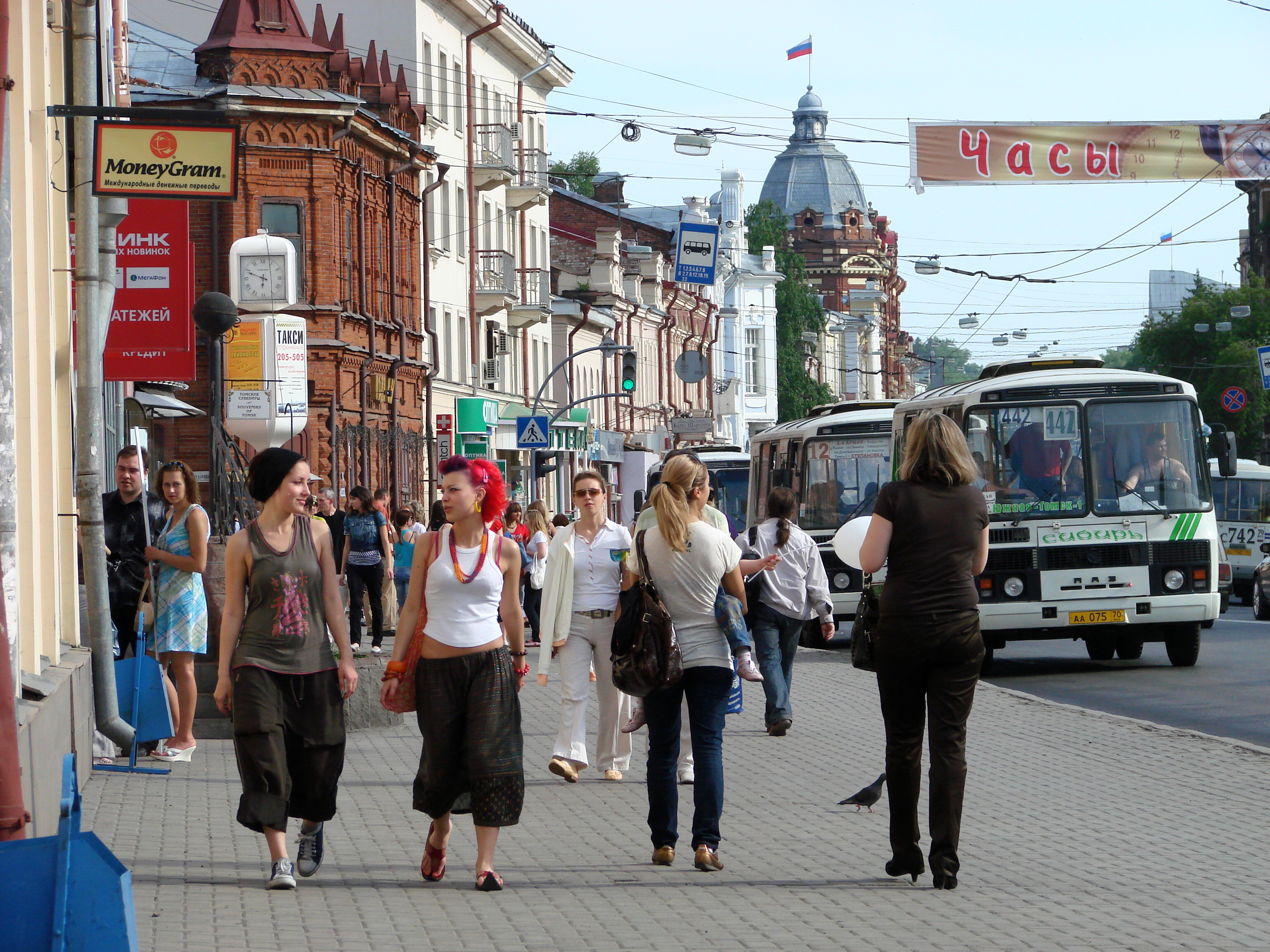
Tomsk

- Novossibirsk (1 621 330 hab.)Tomsk
- Omsk (1 166 800 hab.)
- Tcheliabinsk (1 148 300 hab.)
- Krasnoïarsk (1 066 934 hab.)
- Vladivostok (648 000 hab.)
- Barnaoul (666 300 hab.)
- Irkoutsk (640 500 hab.)
- Khabarovsk (613 300 hab.)
- Novokouznetsk (601 900 hab.)
- Kemerovo (520 700 hab.)
- Tomsk (506 600 hab.)
- Magnitogorsk (445 500 hab.)
- Tchita (377 000 hab.)Khabarovsk.
- Oulan-Oude (362 400 hab.)

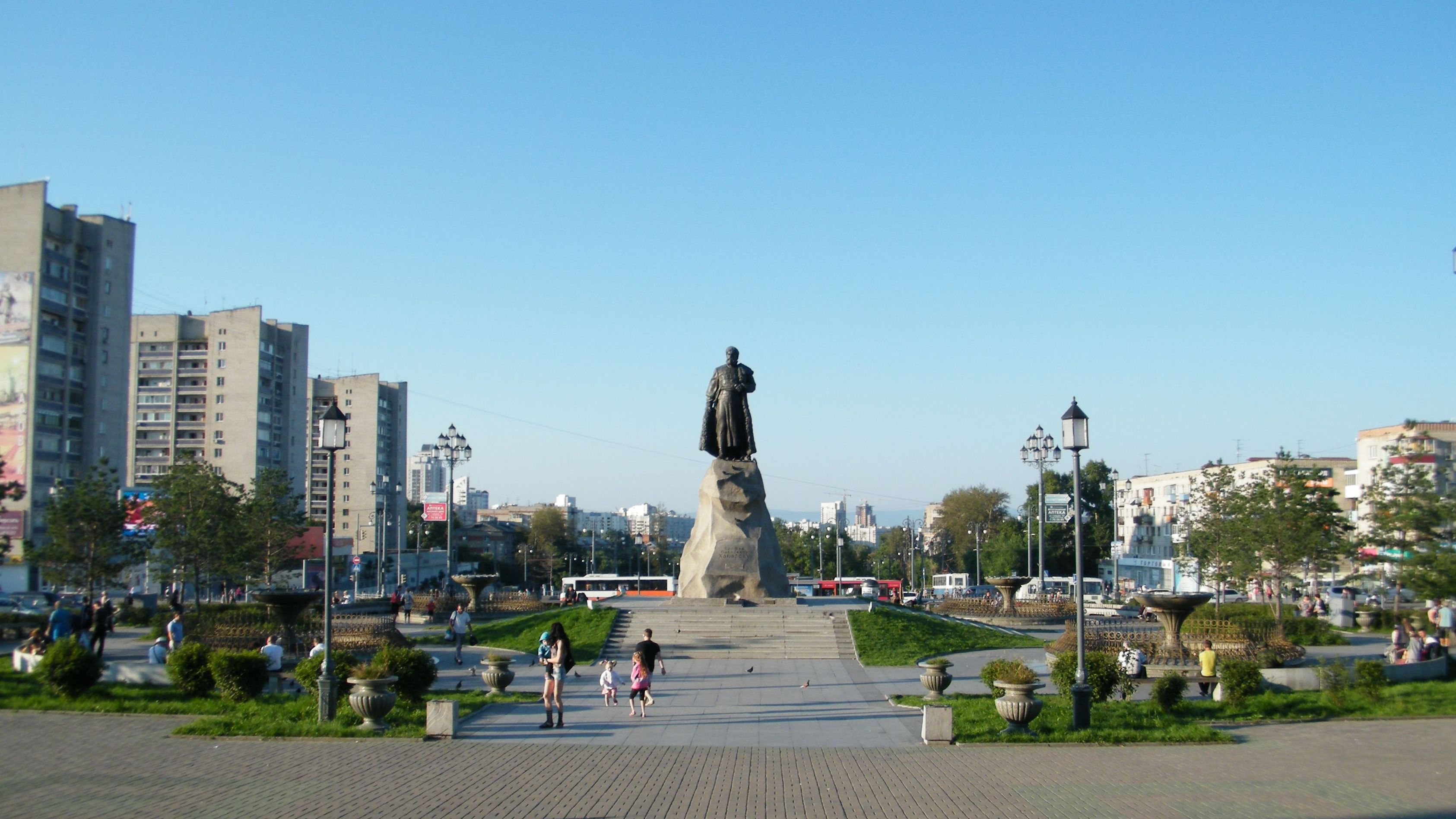
Khabarovsk.

- Petropavlovsk-Kamtchatski (270 000 h.)
- Angarsk (266 000 hab.)
- Bratsk (255 000 hab.)
- Sourgout (248 000 hab.)
- Blagovechtchensk (206 000 hab.)
- Iakoutsk (245 000 hab.)
- Abakan (158 200 hab.)
- Nakhodka (153 581 hab.)